# Siège de Lérida (1646)
Pour les articles homonymes, voir Siège de Lérida.
Guerre des Faucheurs
Batailles
- Ille-sur-Têt (1640)
- Col de Balaguer (1640)
- Cambrils (1640)
- Martorell (1641)
- Montjuïc (1641)

- Tarragone (mai 1641) (ca)
- Constantí (1641)
- Catllar (1641) (ca)
- Tarragone (juillet 1641)
- Tarragone (août 1641)
- Almenar (1641) (ca)
- Montmeló (1642)
- La Granada (1642) (ca)
- Montsó (1642) (ca)
- Collioure (1642)
- Tortose (1642) (ca)
- Barcelone (1642)
- Perpignan (1642)
- Salses (1642)
- Lérida (1642)
- Carthagène (1643)

- Miravet (1643) (ca)
- Montsó (1643) (ca)
- Lérida (1644)
- Tarragone (1644) (d)
- Roses (1645)
- Saint-Laurent de Montgai (1645) (ca)
- Balaguer (1645)
- Lérida (1646)
- Sainte-Cécile (1646)
- Lérida (1647)
- Àger (1647)
- Constantí (1647)
- Tortose (1648)
- Vilafranca (1649)
- Montblanc (1649) (ca)
- Val d'Aran (1649-1650) (ca)
- Flix (1650)
- Tortosa (1650) (ca)
- Montblanc (1651)
- Montgat (1651)
- Barcelone (1651-1652)

- Castellon d'Empuries (1653)
- Gérone (1653)
- Villefranche-de-Conflent (1654)
- Puycerda (1654)
- Cadaqués (1655) (ca)
- Solsona (1655) (ca)
- Berga (1655) (ca)
- Castellfollit (1657) (ca)
- Camprodon (1658)

Le siège de Lérida est un épisode important de la guerre des Faucheurs qui s'est déroulé du 12 mai au 22 novembre 1646. L'armée française encercle la ville de Lérida afin d'interdire tout mouvement à la garnison espagnole et la contraindre à rendre les armes, faute de vivres. Après plus de six mois, le marquis de Leganés porte secours à la garnison espagnole, obligeant les Français à lever le siège.

## Déroulement
Au mois de mai, l'armée française, commandée par Henri de Lorraine, comte d'Harcourt, met le siège devant Lérida. La ville est alors bien défendue par une garnison de 5 000 hommes. Il ne saurait être question de la prendre de force : d'Harcourt décide de la réduire par famine, parti difficile et dangereux qui laisse aux Espagnols tout le loisir de se préparer à la secourir puissamment.
Lérida est largement approvisionné et oppose aux Français depuis plus de quatre mois, une résistance meurtrière, lorsque Diego de Guzmán, marquis de Leganés, général si souvent malheureux que les défaites de ses successeurs avaient fait rentrer en grâce auprès de Philippe IV, franchit la Sègre avec environ 12 000 hommes réunis en Aragon et se met en devoir de couper les communications du comte d'Harcourt avec la Haute-Sègre et la Catalogne centrale, tandis que le gouverneur de Lérida, Gregorio de Brito, vicomte de Térmens (es) pour ménager ses vivres, met hors de la place 1 200 habitants. Le général français, après avoir interdit plusieurs jours le passage des habitants qui meurent par dizaines devant les lignes de siège, cède finalement et autorise leur passage. Harcourt menacera alors Brito de ne faire pas de quartier si au moment de la capitulation il n'y a pas dans les magasins de Lérida les vivres que ces habitants auraient consommé s'ils étaient restés dans la ville.
Les Espagnols tentent le 5 octobre une attaque qui échoue. Plus de six semaines s'écoulent sans événement décisif. Leganés a réussi à intercepter les routes d'Urgell et de Cervera, mais les Français trouvent le moyen de tirer des vivres de Flix, sur l'Èbre. Leganés semble se décourager et commence à faire repasser la Sègre à ses bagages. Les Français, épuisés de fatigue, relâchent alors leur vigilance. Le Comte d'Harcourt est averti deux fois de l'arrivée de l'armée espagnole mais il est distraít avec son amie.
Leganés, ayant trompé les Français sur ses intentions, attaque le faubourg de Vilanoveta, point faible de la ligne de défense française. Les soldats wallons commandés par Calonne et la cavalerie du duc del Infantado (es), soutenus par une sortie des assiégés, livrent une dure bataille aux troupes françaises. Dans la nuit de 21 au 22 novembre, l'armée espagnole surprend leurs vastes lignes mal gardées et y pénètre, culbutant et sabrant plusieurs corps d'infanterie et de cavalerie accourus à la hâte, et fait entrer dans Lérida 800 chevaux chargés de farine. 
Le comte d'Harcourt doit alors lever le siège et se replier sur Balaguer en abandonnant ses bagages et son artillerie. 
Quelques mois plus tard, l'armée française commandée cette fois par le Grand Condé entreprendra un nouveau siège de Lérida.

## Source
- Henri Martin, Histoire de France depuis les temps les plus reculés jusqu'en 1789, 1859.